# 宇治川駅
宇治川駅（うじがわえき）は、1910年（明治43年）9月26日から同年9月28日まで現在の京都府京都市伏見区横大路千両松町にあった、京阪電気鉄道京阪本線の駅（臨時駅）である。当駅はお召し列車を運行するために設置された駅であった。

## 歴史
- 1910年（明治43年）
  - 9月26日：お召し列車運行実施のため、駅を開設[1]。
  - 9月28日：お召し列車運行終了のため、駅を閉鎖（廃駅）[1]。

## 駅周辺
京阪本線に沿って京都府道124号が通り、それと並行して宇治川が流れる。北側は工業地となっており、その西側に浄水場がある。大学の防災研究所は北東側、運動公園・防災ヘリポート・清掃工場は南西側にある。
- 京都市消防局消防航空隊京都ヘリポート
- 京都市上下水道局伏見水環境保全センター
- 京都市南部クリーンセンター
  - さすてな京都 - 環境学習施設。
- 横大路総合運動公園
- 京都大学防災研究所宇治川オープンラボラトリー
- 京都ゴルフスタジオ
- 第二京阪道路
- 国道1号（京阪国道）
  - 宇治川大橋
- 京都府道124号三栖向納所線
- 宇治川

## 現状
宇治川寄りに堤防があるが、駅があった痕跡を確認することはできない。

## 隣の駅
京阪電気鉄道
京阪本線
淀駅 - 宇治川駅 - 中書島駅